# Coupe des champions féminine de la CONCACAF 2025-2026
Navigation
2024-2025 2026-2027
La Coupe des champions féminine de la CONCACAF 2025-2026 est la deuxième édition de la plus importante compétition inter-clubs nord-américaine de football féminin. Le vainqueur sera qualifié pour la Coupe des champions féminine de la FIFA en 2027.

## Participants
| \| Orlando Pride NJ/NY Gotham Washington Spirit Vancouver Rise Academy CF Monterrey Club América CF Pachuca LD Alajuelense Chorrillo FC Alianza FC \| Localisation des clubs engagés dans la compétition. · Qualifiés pour la phase de groupes · Demi-finalistes · Finaliste · Champion |
| Orlando Pride NJ/NY Gotham Washington Spirit Vancouver Rise Academy CF Monterrey Club América CF Pachuca LD Alajuelense Chorrillo FC Alianza FC |

Dix clubs sont directement qualifiés pour la phase de groupe : trois clubs de NWSL, trois clubs de Liga MX et les champions du Costa Rica, du Canada, du Salvador et de Panama.
| Pays       | Club                          | Méthode de qualification                                                | Participation | Meilleur résultat             |
| ---------- | ----------------------------- | ----------------------------------------------------------------------- | ------------- | ----------------------------- |
| Canada     | Académie du Rise de Vancouver | Champion de Ligue1 2024                                                 | 2e            | Phase de groupe (2024-25)     |
| Salvador   | Alianza FC                    | Champion du Salvador 2025                                               | 2e            | Tour préliminaire (2024-2025) |
| Costa Rica | LD Alajuelense                | Vainqueur des tournois d'ouverture et de clôture de Liga Promerica 2024 | 2e            | Phase de groupe (2024-25)     |
| États-Unis | Pride d'Orlando               | Champion de NWSL 2024                                                   | 1re           | –                             |
| États-Unis | Spirit de Washington          | Deuxième de la saison régulière de NWSL 2024                            | 1re           | –                             |
| États-Unis | Gotham du NJ/NY               | Troisième de la saison régulière de NWSL 2024                           | 2e            | Champion (2024-25)            |
| Mexique    | CF Monterrey                  | Vainqueur du tournoi d'ouverture de Liga MX 2024                        | 2e            | Phase de groupe (2024-25)     |
| Mexique    | CF Pachuca                    | Vainqueur du tournoi de clôture de Liga MX 2025                         | 1re           | –                             |
| Mexique    | Club América                  | Meilleur finaliste suivant le classement cumulé                         | 2e            | Quatrième (2024-25)           |
| Panama     | Chorrillo FC                  | Champion du Panama 2025                                                 | 1re           | –                             |

## Calendrier
| Nom                                               | Tirage au sort | Date                                                                     | Équipes participantes |
| ------------------------------------------------- | -------------- | ------------------------------------------------------------------------ | --------------------- |
| Phase de groupes                                  |                |                                                                          |                       |
| Journée 1 Journée 2 Journée 3 Journée 4 Journée 5 | 03/06/2025     | 19-21/08/2025 02-04/09/2025 16-18/09/2025 30/09-02/10/2025 14-16/10/2025 | 10                    |
| Phase finale                                      |                |                                                                          |                       |
| Demi-finales                                      | -              | 20/05/2026                                                               | 4                     |
| Match pour la 3e place                            | -              | 23/05/2026                                                               | 2                     |
| Finale                                            | -              | 23/05/2026                                                               | 2                     |

## Format et tirage au sort
Les dix équipes qualifiées sont réparties en deux groupes de cinq, où elles s'affrontent chacune une fois.
Les deux premières de chaque groupe se qualifient pour les demi-finales, les vainqueurs de groupe affrontant les deuxièmes de l'autre groupe.

## Phase de groupes

### Groupe A
| Rang | Équipe         | Pts | J | G | N | P | Bp | Bc | Diff |  | Résultats (▼ dom., ► ext.) |  |   |   |   |   |
| ---- | -------------- | --- | - | - | - | - | -- | -- | ---- |  | -------------------------- |  | - | - | - | - |
| 1    | Club América   | 0   | 0 | 0 | 0 | 0 | 0  | 0  | 0    |  | Club América               |  | - | - | - | - |
| 2    | Orlando Pride  | 0   | 0 | 0 | 0 | 0 | 0  | 0  | 0    |  | Orlando Pride              |  |   | - | - | - |
| 3    | CF Pachuca     | 0   | 0 | 0 | 0 | 0 | 0  | 0  | 0    |  | CF Pachuca                 |  |   |   | - | - |
| 4    | LD Alajuelense | 0   | 0 | 0 | 0 | 0 | 0  | 0  | 0    |  | LD Alajuelense             |  |   |   |   | - |
| 5    | Chorrillo FC   | 0   | 0 | 0 | 0 | 0 | 0  | 0  | 0    |  | Chorrillo FC               |  |   |   |   |   |

### Groupe B
| Rang | Équipe                 | Pts | J | G | N | P | Bp | Bc | Diff |  | Résultats (▼ dom., ► ext.) |  |   |   |   |   |
| ---- | ---------------------- | --- | - | - | - | - | -- | -- | ---- |  | -------------------------- |  | - | - | - | - |
| 1    | NJ/NY Gotham           | 0   | 0 | 0 | 0 | 0 | 0  | 0  | 0    |  | NJ/NY Gotham               |  | - | - | - | - |
| 2    | Washington Spirit      | 0   | 0 | 0 | 0 | 0 | 0  | 0  | 0    |  | Washington Spirit          |  |   | - | - | - |
| 3    | CF Monterrey           | 0   | 0 | 0 | 0 | 0 | 0  | 0  | 0    |  | CF Monterrey               |  |   |   | - | - |
| 4    | Vancouver Rise Academy | 0   | 0 | 0 | 0 | 0 | 0  | 0  | 0    |  | Vancouver Rise Academy     |  |   |   |   | - |
| 5    | Alianza FC             | 0   | 0 | 0 | 0 | 0 | 0  | 0  | 0    |  | Alianza FC                 |  |   |   |   |   |

## Phase à élimination directe
|  | Demi-finales                  | Demi-finales | Demi-finales | Demi-finales |   |  | Finale | Finale | Finale | Finale |
|  |                               |              |              |              |   |  |        |        |        |        |
|  |                               |              |              |              |   |  |        |        |        |        |
|  |                               |              | -            |              |   |  |        |        |        |        |
|  |                               |              |              |              |   |  |        |        |        |        |
|  |                               |              | -            |              |   |  |        |        |        |        |
|  |                               |              | -            |              |   |  |        |        |        |        |
|  |                               |              |              |              |   |  |        |        |        |        |
|  |                               |              |              |              | - |  |        |        |        |        |
|  |                               |              | -            |              |   |  |        |        |        |        |
|  |                               |              |              |              |   |  |        |        |        |        |
|  |                               |              | -            |              |   |  |        |        |        |        |
|  | Match pour la troisième place |              |              |              |   |  |        |        |        |        |
|  |                               |              |              |              |   |  |        |        |        |        |
|  |                               |              |              |              |   |  |        |        |        |        |
|  |                               |              | -            |              |   |  |        |        |        |        |
|  |                               |              |              |              |   |  |        |        |        |        |
|  |                               |              | -            |              |   |  |        |        |        |        |
|  |                               |              |              |              |   |  |        |        |        |        |